# Джастін Роуз
Джастін Роуз (англ. Justin Rose, 30 липня 1980) — англійський гольфіст, переможець Відкритого чемпіонату США, олімпійський чемпіон. 
У світовому рейтингу підіймався на третю сходинку.
Відкритий чемпіонат США Роуз виграв 2013 року. Золоту олімпійську медаль та звання олімпійського чемпіона — на Іграх 2016 року в Ріо-де-Жанейро.
Брав участь у Кубку Райдера, виступаючи за Європу, в 2008, 2012 та 2014 роках.

## Виноски
1. ↑  Week 12 - Tiger Woods Wins An Eighth Arnold Palmer Invitational And Returns To World Number One. Official World Golf Ranking. 25 березня 2013. Архів оригіналу за 11 квітня 2013. Процитовано 25 березня 2013.